# Joseph de Gasté
Pour les articles homonymes, voir Gasté.
Joseph de Gasté, né le 30 août 1811 à Alençon (Orne) et mort le 2 juillet 1893 à Paris 1er, est un homme politique français.

## Biographie

### Origine
Il est originaire d'une famille mayennaise  qui habita Commer et Mayenne. La famille de Gasté est mentionnée à Ernée, puis établie à Mayenne, et anoblie en 1721.
- Simon Gasté[3] (1662-1731), écuyer, seigneur de La Cour de Commer  ∞  Madeleine du Chesnay
  - Simon René de Gasté[4] (1699-1762), écuyer, seigneur de Boucey  ∞  Anne de La Rye
    - Joseph René (1732 - ), chevalier, , seigneur de la Cour, seigneur de Boucey  ∞  Marie-Thérèse Visdelou , de Saint-Malo
      - Joseph Marie Thérèse  ∞  Céleste Anne du Mesnil de Saint-Denis
        - Joseph Alexandre Adélaïde (1811-1893)  ∞  Émilie Marie Blanche Poinçon de La Blanchardière
          - Paul (1813-1891)  ∞  Clarisse Dusaussay de Mély

        - Georges (ca 1816-1857) ✕ (1845) Marie-Isidore de Visdelou
          - Anne Marie Isidore
          - Marie Antoinette (1820-1851) ✕ (1841) Louis Dufour de La Thuillerie

    - Maurice Simon (1735-1819), écuyer, seigneur de La Pallu  ∞  Marie Catherine Avice, dont il eut douze enfants baptisés à Saint-Malo et Saint-Servan
      - Maurice Simon de Gasté de La Palu[5] (1771-1842)  ∞  Angélique Georget
        - Maurice (1807 - 1882)  ∞  Rosalie Regnaud

    - René François, capitoul de Toulouse

### Biographie
Élève de l'école Polytechnique, ingénieur de la marine, il est en poste à Brest, puis à Cherbourg et Toulon. Conseiller général du canton de Cherbourg sous la deuxième République.
Opposant au second Empire, il est candidat d'opposition aux Élections législatives de 1846 dans la Mayenne, puis en 1852 à Brest. Ayant réussi à se faire élire conseiller général à Brest, il est muté d'office à Rochefort, pour l'empêcher d'exercer son mandat. À peine arrivé, il se fait élire conseiller municipal. Il se met alors en disponibilité et cherche à se faire inscrire avocat au barreau de Paris. Il y arrive au terme d'un procès contre l'ordre des avocats. En 1864, il est réélu conseiller général de la Manche, et est mis à la retraite de son poste d'ingénieur de la marine en mars 1865.
Il est député du Finistère de 1876 à 1881, puis de 1889 à 1893, siégeant au centre-gauche. Il fut l'un des 363 qui refusèrent la confiance au gouvernement de Broglie le 16 mai 1877. Il était connu à la Chambre comme un député pittoresque et excentrique, qui provoquait de fréquents incidents de séance. Il a déposé une proposition de loi interdisant le cumul des mandats, une autre proposant le vote des femmes et dénonçait vigoureusement le système permettant de faire voter les députés absents.

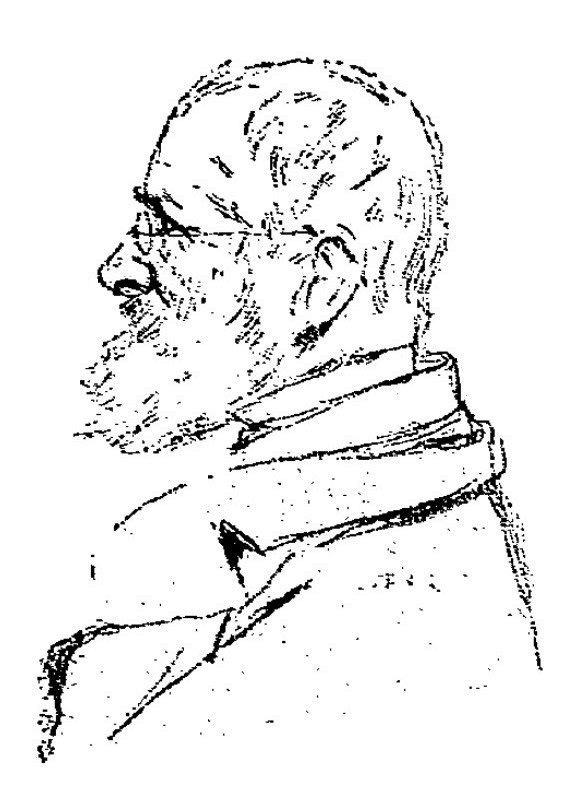
Joseph de Gasté, par Édouard Detaille.

## Hommages
Il a été nommé chevalier de la légion d'honneur en 1839.
Une rue porte son nom à Brest.

## Sources
- « Joseph de Gasté », dans Adolphe Robert et Gaston Cougny, Dictionnaire des parlementaires français, Edgar Bourloton, 1889-1891 [détail de l’édition]
- Maitron